# Mons Delisle
Mons Delisle – niewielka góra na Księżycu, we wschodniej części Mare Imbrium (Morza Deszczów). Jej średnica to 30 km; góra  ma wydłużony wąski grzbiet, ciągnący się ku północy.
Bezpośrednio na północny wschód od Mons Delisle leży krater Delisle, natomiast na południe-południowy wschód krater Diofantos. Nazwa góry pochodzi od pobliskiego krateru, a upamiętnia francuskiego astronoma Josepha-Nicolasa Delisle.